# Motoharu Kurosawa
Pas d'image ? Cliquez ici
Motoharu Kurosawa (黒澤元治, Kurosawa Motoharu, né le 6 août 1940 à Hitachi, dans la préfecture d'Ibaraki) est un pilote automobile japonais. Il a également été pilote d'essai pour Nissan.